# Star of Midnight
Star of Midnight é um filme estadunidense de 1935, do gênero comédia de mistério, dirigido por Stephen Roberts e estrelado por William Powell e Ginger Rogers. O advogado Clay 'Dal' Dalzell, interpretado por Powell, é aparentemente um plágio do detetive Nick Charles que o próprio Powell interpretara em The Thin Man (1934) e voltaria a interpretar por outras cinco vezes até 1947.
O filme agradou ao público, tendo dado um lucro de 265 000 dólares à RKO.
Segundo Ken Wlaschin, este é um dos dez melhores filmes de Dick Powell.

## Sinopse
Clay 'Dal' Dalzell é um afável advogado que se torna suspeito de um assassinato que não cometeu. Ele decide provar sua inocência, com a ajuda da namorada Donna e dO mordomo Horatio. Seus esforços, porém, são frustrados pela polícia e por gângsteres, que o seguem cada um por suas próprias razões.

## Elenco
| Ator/Atriz             | Personagem         |
| ---------------------- | ------------------ |
| William Powell         | Clay 'Dal' Dalzell |
| Ginger Rogers          | Donna Mantin       |
| Paul Kelly             | Jim Kinland        |
| Gene Lockhart          | Horatio Swayne     |
| Ralph Morgan           | Roger Classon      |
| Leslie Fenton          | Tim Winthrop       |
| J. Farrell MacDonald   | Inspetor Doremus   |
| Russell Hopton         | Tommy Tennant      |
| Vivien Oakland         | Jerry Classon      |
| Robert Emmett O'Connor | Sargento Cleary    |